# 五十嵐義弘
五十嵐 義弘（いがらし よしひろ、1942年9月6日 - ）は、日本の俳優。新潟県出身。

## 出演作品

### 映画
- 徳川家康（1965年、東映） - 今川氏真
- 忍法忠臣蔵 （1965年、東映） - 上杉綱憲
- 冷飯とおさんとちゃん （1965年、東映） - 若殿
- 隠密侍危機一発 （1965年、東映） - 山岡左源太
- 十一人の侍（1967年、東映） - 足立源蔵
- 日本暗黒史 情無用 （1968年、東映） - 新聞記者
- 極悪坊主 （1968年、東映） - 倉持春夫
- 残酷・異常・虐待物語 元禄女系図 （1969年、東映） - 若衆Ｂ
- 旅に出た極道 （1969年、東映） - 南海丸給仕長
- 戦後最大の賭場 （1969年、東映） - 竹田剛
- 徳川いれずみ師 責め地獄 （1969年、東映） - 刺青師Ａ
- 懲役三兄弟 （1969年、東映） - 安
- 緋牡丹博徒 鉄火場列伝 （1969年、東映） - 猪之吉
- 殺し屋人別帳 （1970年、東映） - 徹
- 日本やくざ伝　総長への道 （1971年、東映） - 万平（どぶ屋一家仔分）
- 日蔭者 （1971年、東映） - 農民
- やくざ対Gメン 囮 （1973年、東映） - 井川刑事
- 仁義なき戦いシリーズ （1973年、東映） - 水上登(広能組若衆)
  - 仁義なき戦い 代理戦争 （1973年）
  - 仁義なき戦い 頂上作戦 （1974年）
- 学生やくざ （1974年、東映） - 梅本建造
- 三代目襲名（1974年、東映） -  横山康男港署警備課長
- 日本任侠道 激突篇 （1975年、東映） - 安吉
- 五月みどりのかまきり夫人の告白 （1975年、東映） - 滝田卓郎
- 強盗放火殺人囚 （1975年、東映） - 刑事
- 女必殺五段拳（1976年、東映） - 水島保取締官
- 戦後猟奇犯罪史（1976年、東映） - 風見のぼる
- 沖縄やくざ戦争（1976年、東映） - 知花誠治
- 北陸代理戦争（1977年、東映） - 岸達之助
- 女獄門帖 引き裂かれた尼僧（1977年） - 嘉助
- 日本の首領 野望篇 （1977年、東映） - 中村忠
- 沖縄10年戦争（1978年、東映） - 阿南利一
- 赤穂城断絶（1978年、東映）
- 柳生一族の陰謀（1978年、東映）
- 真田幸村の謀略（1979年、東映） - 家康の使者
- 日本の黒幕（1979年、東映） - 青山クラブ
- 影の軍団　服部半蔵 （1980年、東映） - 朽木民部正
- 徳川一族の崩壊 （1980年、東映） - 平岡円四郎
- 序の舞 （1984年、東映） - 主家ちきり家主人
- 極道の妻たちシリーズ
  - 極道の妻たちII （1987年、東映） - 北村勇次
  - 極道の妻たち 三代目姐 （1989年、東映）
  - 極道の妻たち 最後の戦い （1990年、東映）
  - 極道の妻たち 赤い殺意 （1999年、東映） - 鴇田
- 社葬 （1989年、東映） - 本間善吾
- 継承盃（1992年、東映）
- プライド・運命の瞬間（1998年、東映） - 大島浩

### テレビドラマ
- 忍びの者（1964 - 1965年、NET / 東映）
- 近衛十四郎・素浪人シリーズ（NET / 東映）
  - 素浪人 月影兵庫
    - 第1シリーズ 第21話「お城に危機が迫っていた」（1966年） - 木村
    - 第2シリーズ 第38話	「もてた筈だがひどかった」（1967年）
- 銭形平次（CX / 東映）
  - 第15話「死人の殺人」 （1966年） - 佐吉
  - 第40話「節分の女」（1967年） - 仙吉
  - 第66話「闇に笑う男」（1967年） - 源太
  - 第77話「江戸の野良犬」（1967年） - 小四郎
  - 第132話「怪盗稲荷小僧」（1968年） - 原口弥平太
  - 第494話「武士道無残」（1975年）
  - 第516話「やわ肌鉄火」（1976年）
  - 第530話「風前の灯」（1976年） - 弥十
  - 第634話「若者とお京ちゃん」（1978年） - 松村主水
  - 第654話「寄りそう影二つ」（1979年） - 岩見治兵ヱ
  - 第711話「二年目の疑惑」（1980年） - 源次
  - 第723話「帰って来た極道息子」（1980年） - 千吉
  - 第729話「小町娘と鬼の親」（1980年） - 稲葉屋番頭
  - 第739話「愛の墓標」（1980年） - 相良源八
  - 第757話「見かえり坂慕情」（1981年） - 職人
  - 第762話「娘せんせい奮斗記」（1981年） - 安吉
  - 第768話「平次・潜入大作戦」（1981年） - 家臣
  - 第809話「幻の殺人者」（1982年） - 為次
  - 第818話「五十年目恩讐」（1982年） - 義助
  - 第888話「あヽ十手ひとすじ!! 八百八十八番大手柄 さらば我らの平次よ 永遠に」（1984年） - 浪人
- あゝ忠臣蔵 第17話「仇討ち東海道」（1969年、KTV / 東映） - 旅の武士
- 水戸黄門（TBS / C.A.L）
  - 第1部
    - 第9話「黄金の谷 -御油宿-」（1969年） - 浪人
    - 第24話「謎の死紋 -桐生-」（1970年） - 百姓

  - 第2部 第18話「母子追分 -追分-」（1971年） - 子分
  - 第3部
    - 第7話「日本一の川人足 -島田-」（1972年） - 松平紀伊守
    - 第8話「雪姫変化 -掛川-」（1972年） - 役人

  - 第5部
    - 第7話「盗まれた路用金 -富山-」（1974年） - 玄竜の手下
    - 第8話「一寸の虫にも五分の魂 -金沢-」（1974年） - 下役人
    - 第26話「福江城の対決 ‐五島‐」（1974年）

  - 第6部
    - 第3話「よみがえった男 -人吉-」（1975年） - 五十嵐
    - 第24話「うなぎ屋の助太刀 -浜松-」（1975年） - 茨組の侍

  - 第7部
    - 第7話「帰って来た南部駒 -八戸-」（1976年） - 門番
    - 第23話「地獄で聞いた佐渡おけさ -佐渡-」（1976年） - 甚八郎
    - 第34話「日光街道日本晴れ -宇都宮･水戸-」（1977年） - 役人

  - 第8部
    - 第1話「薩摩へ向う世直し旅 -江戸-」（1977年） - 薩摩藩供侍
    - 第24話「裏切り武士道 -宇和島-」（1977年） - 藩士

  - 第9部
    - 第3話「狐が唄った相馬盆唄 -相馬-」（1978年） - 役人
    - 第10話「風雲久保田城 -秋田-」（1978年） - 役人
    - 第21話「偽物にされた黄門様 -奈良井-」（1978年） - 役人

  - 第10部
    - 第21話「じゃじゃ馬娘はお医者様 -岩村-」（1980年） - 新太郎
    - 第26話「日本晴れ!! 水戸街道 -水戸-」（1980年） - 北川兵馬

  - 第11部
    - 第4話「悪を斬る紅緒の三度笠 -山形-」（1980年） - 役人
    - 第19話「馬に蹴られた悪企み -三国峠-」（1980年） - 役人

  - 第12部
    - 第4話「兄と呼ばれた格之進 -諏訪-」（1981年） - 役人
    - 第13話「御老公を爆殺せよ! -高松-」（1981年） - 藩士
    - 第18話「天下一品喧嘩そうめん -龍野-」（1981年） - 役人
    - 第26話「謀反からくり釣り天井 -宇都宮-」（1982年） - 供侍

  - 第13部
    - 第16話「死を賭けた裏切り -鳥取-」（1983年） - 上野
    - 第24話「とどけ馬子唄 瞼の母に -熊本-」（1983年） - 侍

  - 第14部
    - 第5話「三年味噌に賭けた意地 -仙台-」（1983年） - 御側廻
    - 第8話「陰謀砕いた薪能 -盛岡-」（1983年） - 高森の配下
    - 第13話「恐怖! 凶賊卍衆 -久保田-」（1984年） - 片桐彦次郎
    - 第21話「鬼が棲んでた地獄島 -佐渡-」（1984年） - 役人
    - 第34話「葵を盗んだドジな奴 -赤穂-」（1984年） - 役人

  - 第15部
    - 第10話「娘が支えた唐津焼 -唐津-」（1985年） - 役人
    - 第22話「悲願叶えた火焔剣 -三日月-」（1985年） - 松江藩士
    - 第31話「瞼の父は用心棒 -諏訪-」（1985年） - 諏訪忠晴
    - 第36話「代官にされたドジな掏摸 -岡部-」（1985年） - 役人

  - 第16部 第30話「銘酒を守った娘の真心 -新庄-」（1986年） - 役人
  - 第17部 第7話「お嬢様は女盗賊 -津-」（1987年） - 伝蔵
  - 第18部
    - 第9話「悪計暴いた白頭巾 -諏訪-」（1988年） - 役人
    - 第26話「怨念渦巻く祭の宿 -豊川-」（1989年）

  - 第20部 第7話「怨みを買った女医師 -桑名-」（1990年） - 鷲津佐太兵衛
  - 第22部
    - 第4話「心の剣で悪を斬る -藤枝-」（1993年） - 沼田典膳
    - 第19話「悪が群がるカステイラ -長崎-」（1993年） - 役人

  - 第23部
    - 第9話「悪を裁いた偽黄門様 -糸魚川-」（1994年）
    - 第33話「京の都の恋友禅 -京都-」（1995年） - 杉山

  - 第24部 第15話「仇を探す餅売り娘 -熊本-」（1995年）
  - 第25部
    - 第16話「子供たちの恩返し -中津-」（1997年） - 真野右京
    - 第22話「オラの息子が御落胤 -出石-」（1997年） - 小出英満
    - 第25話「罠を仕掛けた釣り天井 -高山-」（1997年） - 小笠原大和
    - 第37話「豪雨の旅籠の殺人事件 -上山-」（1997年） - 奉行

  - 水戸黄門のお年寄りの交通安全（1997年） - 奉行 川又
  - 第26部 第18話「格が救った石州半紙 -津和野-」（1998年） - 役人
  - 第29部 第14話「鬼オヤジの目に涙 -井波-」（2001年） - 代官・福島
  - 第33部 第20話「地獄酒場は金山の入口 -佐渡-」（2004年） - 役人
  - 第38部 第6話「険しい恋路の吉野山 -吉野-」（2008年） - 五十嵐義勝
- 大岡越前（TBS / C.A.L）
  - 第1部 第25話「纏女房」（1970年） - 旗本
  - 第2部 第12話「まごころ」（1971年） - 大川
  - 第3部
    - 第1話「大岡越前」（1972年） - 浪人
    - 第29話「ギヤマンの謎」（1973年） - 旗本

  - 第4部 第7話「形見の観音像」（1974年） - 大工
  - 第5部
    - 第3話「欲しかった思い遣り」（1978年）
    - 第18話「長屋住まいの御奉行様」（1978年） - 南町与力

  - 第6部 第32話「越前への挑戦状」（1982年） - 木村孫三郎
  - 第7部 第17話「脱走者を待つ女」（1983年） - 役人
  - 第8部 第18話「名乗れぬ証人は将軍様」（1984年） - 清兵衛
- 大坂城の女（1970年、KTV）
  - 第2話「許されざる恋」 - 甚五郎
  - 第3話「二人だけの天守閣」
  - 第24話「戦国の母は哀し」
  - 第25話「受難のガラシヤ」
  - 第39話「最期の二日間」
- 徳川おんな絵巻（1971年、KTV） - 徳川家光
  - 第25話「仮面の女」
  - 第26話「悪霊の城」
- 紅つばめお雪 第1話「花にいれずみ陣羽織」（1970年、NET / 東映）
- 遠山の金さんシリーズ（NET → ANB/ 東映）
  - 遠山の金さん捕物帳　第26話「桜を散らした女」（1971年）  - 甲州屋の手下
  - ご存知遠山の金さん　第40話「江戸一番に男伊達」（1974年） - 篠山
  - ご存じ金さん捕物帳 第25話「帰って来たならず者」（1975年）
  - 遠山の金さん
    - 第1シリーズ
      - 第13話「沈み金の謎を追え!!」（1975年）
      - 第49話「独楽が廻れば鬼が泣く（1976年）- 辻番
      - 第62話「八万石の闇を撃て!!」（1976年）- 真壁藩徒組 真藤平四郎
      - 第86話「逆恨み」（1977年） - 水戸浪人 吉部十四郎
      - 第99話「奈落におちた玉の輿」（1977年）- 浪人

    - 第2シリーズ
      - 第29話「若君誘拐」（1979年） - 細見十郎

  - 遠山の金さん (高橋英樹)
    - 第1シリーズ
      - 第2話「大追跡! 消えた大砲」（1982年）
      - 第44話「悪女にされた深川芸者!」（1983年）
      - 第57話「男の挽歌・白夜に散った女!」（1983年）
      - 第137話「女子連れ旅・人の情けはいりませぬ!」（1985年）

    - 第2シリーズ 第4話「匕首殺人・芸者小照の天国に結ぶ恋!」（1985年）

  - 名奉行 遠山の金さん
    - 第2シリーズ 第12話「裏切りの仮面!金さん指名手配」（1989年） - 商人
    - 第3シリーズ
      - SP3「江戸は燃えているか!加賀百万石の陰謀」（1990年） - 柴田
      - 第11話「密入国のジャパユキさん」（1990年） - 山科

    - 第4シリーズ 第23話「恐怖の稲妻!消えた殺人者」（1992年） - 嘉助
    - 単発スペシャル SP6「江戸城転覆!覗かれた赤毛の女」（1992年） - 浪人
    - 第5シリーズ
      - 第6話「涙の仇討!二度裏切られた女」（1993年） - 常吉
      - 第9話「花嫁に化けた女目明し」（1993年） - 用心棒
      - 第24話「馬と下郎と大福餅」（1993年） - 畑中忠左衛門

    - 第6シリーズ
      - 第10話「老盗賊が捨てた娘」（1994年） - 菅野六郎
      - 第13話「覗かれた男装の女」（1994年） - 脇坂丹後守

    - 第7シリーズ 第23話「消された刺青 仮面の裏の悪魔」（1996年） - 由比大膳
- 清水次郎長 第1話（1971年、CX）
- 世なおし奉行 第6話「二つの脅迫状」（1972年、NET / 東映）
- お祭り銀次捕物帳 第6話「美女がつぎつぎ殺される」（1972年、CX）
- 忍法かげろう斬り（1972年、KTV / 東映）
  - 第5話「乳房のある大名」 - 織田因幡守
  - 第25話「旗本奴と素浪人」 - 旗本
- 隼人が来る（1972年、CX）
  - 第3話「白頭巾参上」
  - 第11話「嵐を呼ぶ密書」
- 眠狂四郎（KTV / 東映）
  - 第8話「聖母は炎に消えた」（1972年）
  - 第19話「魔性の女に男が哭く」（1973年）
- 必殺シリーズ（ABC / 松竹）
  - 必殺仕置人
    - 第13話「悪いやつほどよく見える」（1973年） - 同心
    - 第14話「賭けた命のかわら版」（1973年） - とら鮫

  - 助け人走る 第24話「悲痛大解散」（1974年）
  - 暗闇仕留人 第7話「喰うて候」（1974年） - 山村
  - 必殺仕事人 第78話「疾風技浮世節無情斬り」（1980年） - 秋野雄之進
  - 必殺仕舞人 第3話「織姫悲しや郡上節 -郡上八幡-」（1981年） - 弥吉
  - 必殺渡し人 第11話「浮世絵の舞台で渡します」（1983年） - 田代
  - 必殺仕切人 第78話「もしもソックリの殺し屋が現れたら」（1984年） - ニセ龍之助
  - 必殺仕事人V 第16話「主水、入院する」（1985年） - 吉次
  - 必殺仕事人V・激闘編（1986年）
    - 第9話「せん、むこ殿をイビる」 - 沢村孫兵衛
    - 第16話「主水、クモ男を取り逃がす」 - 利助

  - 必殺仕事人V・風雲竜虎編 第18話 「身代り大名悪人討ち!」（1987年） - 後宮多聞
  - 必殺仕事人・激突!
    - 第4話 「八百屋お七の振袖」（1991年）
    - 第18話 「主水、釣り友だちの恨みを晴らす」」（1992年） - 吟味与力 坂口
- 素浪人 天下太平 第4話「山のお寺の怖い鐘」（1973年、NET / 東映）
- 新撰組 第2話「池田屋にきらめく白刃」（1973年、CX / 東映）
- 地獄の辰捕物控 第24話「ご赦免船に花が散った」（1973年、NET / 東映）
- ぶらり信兵衛 道場破り
  - 第13話「はきだめの鶴坊」（1973年）
- いただき勘兵衛 旅を行く（NET / 東映）
  - 第13話「血気が一気に消えたとさ」（1974年）
  - 第20話「仮寝の夢に泣いたとさ」（1974年） - 千葉
- 江戸を斬るシリーズ（TBS / C.A.L）
  - 江戸を斬る 梓右近隠密帳 第7話「二人葵小僧」（1974年） - 用心棒
  - 江戸を斬るIII 第14話「嫁も姑も意地っ張り」（1977年） - 役人
  - 江戸を斬るVI 第10話「魚河岸小町は瓜ふたつ」（1981年） - 土屋左馬介
  - 江戸を斬るVIII 第24話「贋金の夢を見た」（1994年） - 番頭
- 運命峠 - 花房東吾
  - 第15話「母恋い無心剣」（1975年）
  - 第16話「姫宮の最期」（1975年）
- 賞金稼ぎ (テレビドラマ) 第7話「サムライの挽歌」（1975年）
- 影同心 第5話「惚れた弱みの殺し節」（1975年、MBS / 東映） - 火盗改め
- 五街道まっしぐら! 第6話「飛騨路に消えた三人の花嫁」（1976年）
- 夫婦旅日記 さらば浪人 第2話「春の城下町」（1976年）
- 駆けろ!八百八町 第4話「母ごころ」（1977年）
- 桃太郎侍（NTV / 東映）
  - 第20話「夫婦纏が紅蓮に舞った」（1977年）
  - 第77話「男涙のけつねうどん」（1978年） - 与之助
  - 第82話「泣くな妹兄貴はつらい」（1978年）
  - 第105話「北の岬の渡り鳥」（1978年） - 羽黒石の子分
  - 第117話「男も惚れる千両役者」（1979年）
  - 第148話「つばめのつばめ」（1979年） - 原田
  - 第168話「甘い餌には罠がある」（1980年） - 繁蔵の子分
  - 第194話「大江戸娘番長」（1980年） - 藤兵衛の子分
  - 第212話「本家玉川一座と元祖玉川一座」（1980年）
  - 第252話「花の吉原学問修行」（1981年）
- 人形佐七捕物帳（1977年、ANB / 東映）
  - 第16話「四日に一度の恋」 - 利助
  - 第29話「銚子をつぶす左指」 - 千太
- 風鈴捕物帳（ANB / 東映）
  - 第5話「5友情に命を賭けて」（1978年）
  - 第13話「雨中に消えた直訴状」（1979年）
- 宇宙からのメッセージ・銀河大戦（ANB / 東映）
  - 第17話「黄金の吸血姫」（1978年） - チバナ
- 暴れん坊将軍シリーズ（ANB / 東映）
  - 吉宗評判記 暴れん坊将軍
    - 第4話「遥かなる遠き日の母」（1978年） - 毛利
    - 第19話「纏持の詩」（1978年） - 関屋源次郎
    - 第33話「天下御免の大名じるこ」（1978年） - 坂本兵内
    - 第47話「拳固で治す女医者」（1979年） - 松木
    - 第56話「春の淡雪に消えた男」（1979年） - 松岡源三郎
    - 第72話「紅花で染めた復讐」（1979年） - 水野出羽守
    - 第78話「天下を狩る男」（1979年） - 旗本
    - 第89話「花も恥じらう一番手柄!」（1979年） - 従者
    - 第131話「蜆汁から弾丸が出た!」（1980年） - 水谷
    - 第146話「ああ! 成敗涙あり」（1981年） - 半田
    - 第177話「鬼同心が哭いた朝」（1981年） - 助左
    - 第186話「男なみだの恋太鼓」（1981年） - 天野大蔵
    - 第205話「春ふたたび! 夫婦簪」（1982年） - 卯助

  - 暴れん坊将軍II
    - 第6話「絵文字が告げた吉宗暗殺」（1983年） - 山内
    - 第13話「修羅場に咲いた隠れ妻」（1983年） - 同心
    - 第50話「女だてらの荒治療!」（1984年） - 同心
    - 第64話「天誅! 窓求の反乱!」（1984年） - 荒木新五郎
    - 第77話「こんな悪事が俺にも出来た!?」（1984年） - 同心
    - 第83話「赤い蹴出しの火消し志願!」（1984年） - 疋田十次郎
    - 第95話「心やさしき仇討選手」（1985年） - 秋山右近
    - 第113話「古き女房に花束を!」（1985年） - 井上
    - 第134話「この世の憂さを吞む女!」（1985年） - 森
    - 第155話「永代橋に消えた恋!」（1986年） - 中山
    - 第166話「夫婦飛脚の夢だより!」　　　（1986年） - 同心
    - 第177話「母哀し、裏切りの二重奏!」（1986年） - 伊沢
    - 第182話「燃える江戸城! 男たちの一番纏!」（1987年） - 多田

  - 暴れん坊将軍III
    - 第8話「晴れて夫婦の目安箱」（1988年） - 前田大二郎
    - 第18話「御生母が叱った仇討姉弟」（1988年） - 浪人
    - 第40話「吉宗が怒った役人天国!」（1988年） - 重田剛之進
    - 第42話「お庭番を愛した女」（1988年） - 早瀬
    - 第58話「白狐が泣いた夫婦唄!」（1989年） - 中山
    - 第72話「おんなとおとこの夢芝居」（1989年） - 田中栄次郎
    - 第86話「隠密、二十年目に帰る」（1989年） - 宇田川三蔵
    - 第91話「地獄を見たオウムちゃん」（1989年） - 北町同心
    - 第106話「激闘! 大阪城、吉宗に挑む豊臣一族!」（1990年） - 夏見兵衛
    - 第114話「愛しのわらべよ、荒海が泣く!」（1990年） - 伊奈半平太

  - 暴れん坊将軍IV
    - 第5話「女盗賊の恋」（1991年） - 番頭
    - 第17話「泣くな妹よ、母ありせば!」（1991年） - 仙吉
    - 第25話「母恋い飛脚」（1991年） - 岡島之助
    - 第45話「おやこ喧嘩の大手柄!」（1992年） - 田所鋭之進
    - 第63話「情けに泣いた復讐鬼!」（1992年） - 家臣 (一)
    - 第74話「献上雪が飛び散った」（1992年） - 黒田

  - 暴れん坊将軍V
    - 第11話「悲恋の仇討ち免状」（1993年） - 林
    - 第19話「おんな密偵の初恋」（1993年） - 大友
    - 第36話「争奪! 石田三成の密書」（1994年） - 有川一学
    - 第44話「春を呼んだ喧嘩そば!」（1994年） - 酒村筑後守

  - 暴れん坊将軍VI
    - 第4話「吉宗、まさかの新妻道中」（1994年） - 塚原甚内
    - 第9話「お婆よ泣くな江戸の雪」（1994年） - 浅野清三郎
    - 第40話「吉宗、騙りを働く!?」（1995年） - 岡田作蔵
    - 第42話「黄金地蔵が呉れたお母ちゃん」（1995年） - 杉岡

  - 暴れん坊将軍VII
    - 第12話「仇討ち心中、盗まれた砂金」（1996年） - 中山
    - 第17話「子連れ刺客」（1997年） - 市岡数馬

  - 暴れん坊将軍VIII
    - 第4話「妖しい光銀かんざし 出会い茶屋の女」（1997年） - 奥田慎之助
    - 第8話「怒りの吉宗 棺おけの中の策略」（1997年） - 川地

  - 暴れん坊将軍IX
    - 第8話「処刑直前! 赤ん坊を産む女囚」（1999年） - 川村兵庫
    - 第21話「仮面の男 父上に会わせて! 少年の悲痛な訴え」（1999年） - 辰巳屋
    - 第37話「悪妻教育指南! ニセ将軍になった吉宗」（1999年） - 原田刑部

  - 暴れん坊将軍X
    - 第19話「ケガで十両、死んで百両!? 息子に捧げる母の命」（2000年） - 折坂甚九郎
    - 第25話「奪われた琉球! 美しき姫の舞に隠された涙」（2000年） - 黒川弥十郎
- 柳生一族の陰謀
  - 第15話「不倫の妖刀」（1979年） - 徳川信康
- 八丁堀あばれ軍団
  - 第8話「怨みの十手に壺振りの女が燃えた」（1979年） - 福本新八郎
- 赤穂浪士（1979年） - 月岡治右衛門
- 徳川の女たち
  - 第一回 ｢華麗春日局｣（1980年）- 近藤数之進
- 影の軍団シリーズ （KTV / 東映)
  - 服部半蔵 影の軍団
    - 第3話「悪魔が呼んだ奥州路」（1980年） - 高橋六兵衛
    - 第13話「真夜中の美女」（1980年） - 朝吉

  - 影の軍団II 第3話「恐怖! いけにえの館」（1981年） - 多田右近
  - 影の軍団III 第19話「真夜中の復讐鬼」（1982年）
  - 影の軍団IV
    - 第18話「半蔵の尻に火がついた」（1985年）
    - 第27話「大老暗殺! 桜田門の女たち」（1985年）
- 雪姫隠密道中記 (1980年、MBS / S.H.P)
  - 第3話「狸の又平 槍の仇討 -唐津-」
  - 第15話「焼蛤剣法の助太刀 -桑名-」
- 長七郎天下ご免!（ANB / 東映）
  - 第12話「起て! 魚河岸の暴れん坊」（1980年） - 山岡玄蕃
  - 第21話「初売り! 命を的のかわら版」（1980年） - 黒江平八郎
  - 第41話「紅い幽霊屋敷」（1980年） - 熊谷
  - 第55話「江戸一番! 土くれ剣法」（1980年） - 赤江
  - 第84話「風摩ひとり暁に死す」（1981年） - 重臣
  - 第112話「白狐に哭いた浪花武士」（1982年） - 七蔵
- 柳生あばれ旅
  - 第15話「裏切者は女で殺せ -藤川-」（1981年） - 大岸平蔵
- 大奥悪霊の館（1981年） - 徳川綱吉
- 天下御免の頑固おやじ　大久保彦左衛門（1982年1月1日、TBS） - 大名
- 時代劇スペシャル「闇の傀儡師」（1982年、CX）
- 松平右近事件帳 (NTV / ユニオン映画)
  - 第5話「大当たり千両くじ」（1982年） - 山根
  - 第22話「日本橋の団十郎」（1982年） - 山崎宗助
  - 第29話「試し撃ち」（1982年） - 木村重久
  - 第40話「父娘を結ぶ青梅宿」（1983年） - 代官
  - 第47話「囮にされた放蕩息子」（1983年） - 風間
- 源九郎旅日記 葵の暴れん坊（ANB / 東映）
  - 第4話「花の湯の宿 隠れ里」（1982年） - 平岡
  - 第15話「極楽とんぼのひとり旅」（1982年） - 加納
  - 第22話「肥後のかげ花 別れ花」（1982年） - 嘉平
  - 第31話「すっぽん夫婦ながれ唄」（1982年） - 木下
- 大奥 (1983年のテレビドラマ) (KTV / 東映)
  - 第3話「陰謀の毒薬」（1983年）
  - 第22話「不倫の円舞曲」（1983年）
  - 第33話「吉宗と肝っ玉母さん」（1983年）  - 讃岐守
  - 第34話「陽気な未亡人」（1983年）  - 讃岐守
- 長七郎江戸日記 (NTV / ユニオン映画)
  - 第1シリーズ
    - 第8話「風流五三の桐変化」（1983年） - 早馬侍
    - 第21話「母恋草」（1984年） - 岩渕
    - 第54話「幻の母を見た」（1985年）
    - 第56話「母子武士道」（1985年）
    - 第61話「寛永御前試合 ･ 竜立て!」（1985年） - 佐久間
    - 第106話「泣くな山鳩」（1986年） - 武藤新兵衛

  - 第2シリーズ
    - SP-1「千姫有情、母ありき」（1988年） - 秋山左内
- 弐十手物語 第2話「恐雨の向うから」（1984年、フジテレビ）
- 年末時代劇スペシャル
  - 忠臣蔵（1985年） - 目付配下
  - 田原坂（1987年） - 大山彦八
  - 奇兵隊（1989年） - 中川宇右衛門
- 三匹が斬る!シリーズ（ANB / 東映）
  - 三匹が斬る!
    - 第4話「赤トンボ、花嫁行列通りゃんせ」（1987年） - 若君の供侍
    - 第16話「二人妻、討つか討たぬ蒸発侍」（1988年） - 毘沙門一家
    - 第19話「春一番! 旗本三悪人ころし節」（1988年） - 山根の配下

  - 続・三匹が斬る!
    - 第3話「上様の、茶は甘いかしょっぱいか」（1988年） - 早馬侍
    - 第8話「消えた夫、無礼講祭りに来た女」（1989年） - 番頭
    - 第14話「人質の、母娘が送る流人舟」（1989年） - 役人

  - 続続・三匹が斬る!
    - 第8話「二刀流、子孫は今じゃ二枚舌!」（1990年） - 代官・高坂
    - 第18話「無理心中、娘十八怨み節」（1990年） - 藩主

  - また又三匹が斬る!
    - 第8話「男売ります、悲しき提灯奉行」（1991年） - 井上紋十郎
    - 第11話「名物は、女体の浮いた露天風呂」（1991年） - 酒井の配下
    - 第16話「偽三匹、どんでん返しの離れ業」（1991年） - 小宮山多門

  - 新・三匹が斬る! 第15話「妖怪の、カッパ退治は美女と道づれ」（1992年） - 兵藤の配下
- 傑作時代劇（ANB / 東映）
  - 怪猫恋ヶ渕 闇に光る無数の猫の目 美人姉妹の恨みをはらす母娘猫（1987年）
- TBS大型時代劇スペシャル
  - 徳川家康 (1988年のテレビドラマ)
  - 織田信長 (1989年のテレビドラマ)
  - 天下を獲った男 豊臣秀吉（1993年）
- 新春ワイド時代劇（テレビ東京 / 東映）
  - 花の生涯 井伊大老と桜田門（1988年） - 久世広周
  - 宮本武蔵（1990年） - 出淵孫兵衛
  - 織田信長 (1994年のテレビドラマ)
  - 赤穂浪士（1999年） - 庄田下総守
- 風雲!真田幸村 第7話「激闘!薩摩藩京屋敷」（1989年、TX / 東映） - 土門鉄太郎
- 神谷玄次郎捕物控 第5話「消えた女」（1990年、CX）
- 将軍家光忍び旅（ANB / 東映）
  - 将軍家光忍び旅（1990年）
    - 第4話「暗雲なびく女狐の湯」 - 山形
    - 第19話「家光が用心棒? 桑名の宿の仇討ち!」 - 服部仙十郎

  - 将軍家光忍び旅II
    - 第7話「将軍暗殺? 樵たちの反乱」（1992年）- 米沢
    - 第21話「愛しき姫よ、静かに眠れ」（1993年） - 坂井
- 八百八町夢日記 (NTV / ユニオン映画)
  - 第1シリーズ 第19話「涙雨、おんな暦」（1990年） - 風間十郎太
  - 第2シリーズ
    - SP-1「みちのく忠臣蔵」（1991年）
    - 第20話「名のない女」（1992年） - 手代
- あばれ八州御用旅 (TX / ユニオン映画)
  - 第1シリーズ
    - 第1話「国定忠治を斬れ！」（1990年） - 手代
    - 第8話「街道の風も泣いた 女郎うた」（1990年） - 浪人

  - 第2シリーズ 第18話「過去を捨てた逃亡者」（1991年） - 已之吉
  - 第3シリーズ 第6話「赤いほおずき怨み節」（1992年） - 長沢九平
  - 第4シリーズ 第9話「おしめ十兵衛」（1994年）
- 新吾十番勝負（1990年、ANB / 東映）
- 戦国乱世の暴れん坊 齋藤道三 怒涛の天下取り　（1991年、ANB / 東映）  - 氏家直元
- 銭形平次 (北大路欣也)（CX / 東映）
  - 第1シリーズ 第11話「水底の鐘」（1991年）
  - 第4シリーズ 第11話「奇妙な約束」（1994年）
- ご存知!旗本退屈男
  - ご存知!旗本退屈男VII 
    - ｢危うし!加賀百万石 謎の豪商の底知れぬ野望!美女二人・秘められた過去!!｣（1992年3月26日）
- 喧嘩屋右近 第1シリーズ 第10話「乗っ取り」（1992年、松竹 / TX） - 内藤
- 半七捕物帳 第18話「十手無情恋しぐれ」（1993年、NTV / ユニオン映画） - 藤原
- 闇を斬る!大江戸犯科帳 第10話「江戸城御金蔵を狙え」（1993年） - 安田
- 素浪人 花山大吉「素浪人 花山大吉 能天気だがメッポウ強い!名コンビ新装復活 大吉・半次が金山地獄大暴れ」（1995年）
- 江戸の用心棒 (NTV / ユニオン映画)
  - 第1シリーズ 第20話「汚された恋文」（1995年） - 安岡伝九郎
  - 第2シリーズ 第8話「髪結いの亭主で候」（1995年） - 巴之吉
- あばれ医者嵐山 第1話「酔いどれに恋女房」（1995年、TX / ユニオン映画） - 北見
- 将軍の隠密!影十八（1996年、ANB / 東映）
  - 第8話「拷問・行方不明の姉弟愛」 - 南町与力
  - 第11話「悪徳の華・裏切りの婚約者」 - 鬼崎
  - 第17話「冷血・暗殺者の仮面をはぐ女」 - 村井左馬助
- 快刀!夢一座七変化（ANB / 東映）
  - 第1話「その死刑、待った!」（1996年）
  - 第14話「危機一髪! 吉原の遊女を救え」（1997年）
- 南町奉行事件帖 怒れ!求馬（TBS / C.A.L）
  - 第1シリーズ 第4話「密命帯びた男の剣」（1997年） - 信濃屋
- 隠密奉行朝比奈（CX / 東映）
  - 第1シリーズ 第9話「近江路 遺書を運ぶ女」（1998年） - 島田為右衛門
- 科捜研の女
  - Season1 第2話「謎の窒息死！セクハラ美人OLに潜む殺意」（1999年） - 竹川節夫
- 八丁堀の七人 第1シリーズ 第6話「多重人格の女・私は殺していない!!」（2000年） - 与力
- 子連れ狼 (北大路欣也版) （ANB / 東映）
  - 第一部 第3話「ぶりぶりを仕掛ける女！ 泣くな大五郎」（2002年）